# 100年電球
100年電球（100ねんでんきゅう、Centennial Light Bulb）とは、1901年から点灯しており、2025年の時点で最も寿命が長いとされる電球のことである。カリフォルニア州リバモアのイーストアベニュー4550番地にあり、リバモア-プレザントン消防局が維持管理を行っている。この電球はギネスブックにも登録されたほか、リプリーズ・ビリーブ・イット・オア・ノットやゼネラル・エレクトリックもその記録的な寿命の長さを認めている。

## 歴史
100年電球は元々30Wから60Wの電球だったが、今は非常に暗く、4Wの常夜灯相当の明るさしかない。この電球は、手吹きのガラスに炭素のフィラメントというごく一般的な造りで、1890年代の後半にオハイオ州シェルビーのシェルビー・エレクトリック・カンパニーによって製造されたものである。これとほぼ同じ製品は、いまだ大量に存在しており、点灯しているものも見つかるはずだと考えられている。ジルファ・バーナル・ベックによれば、この電球は彼女の父のデニス・バーナルが1901年に消防局に贈ったものだという。バーナルはリバモア・パワー＆ウォーター・カンパニーという会社を経営しており、その経営権を売却したときに消防署へこの電球を寄付していた。この逸話は、当時の消防ボランティアの証言からも裏付けられている。
調査によると、この電球は少なくとも4か所で吊るされていることがわかっている。最初に設置されたのがLストリートの馬車小屋で、その後にリバモアのダウンタウンにある消防・警察が使用するガレージに付け替えられた。消防局が統合整備されると、その合同庁舎として新たに建てられた市役所にまた移設された。
この電球の寿命が非常に長いことに気づき、1972年に初めて言及したのが、新聞記者のマイク・ダンスタンであった。ダンスタンは、リバモアに生まれてずっと住んでいる人に数週間かけて取材を行い、トリ-バレー・ヘラルド紙に「世界最古の可能性を持つ電球」という記事を書いた。ダンスタンはギネスブックやリプリーズ・ビリーブ・オア・ノット、ゼネラル・エレクトリックにもあたったが、一様に知られる限りでは最も長く点灯している電球だということが確認できた。この記事はCBSのテレビ番組「オン・ザ・ロード・ウィズ・チャールズ・クラルト」のなかでチャールズ・クラルトが取り上げている。

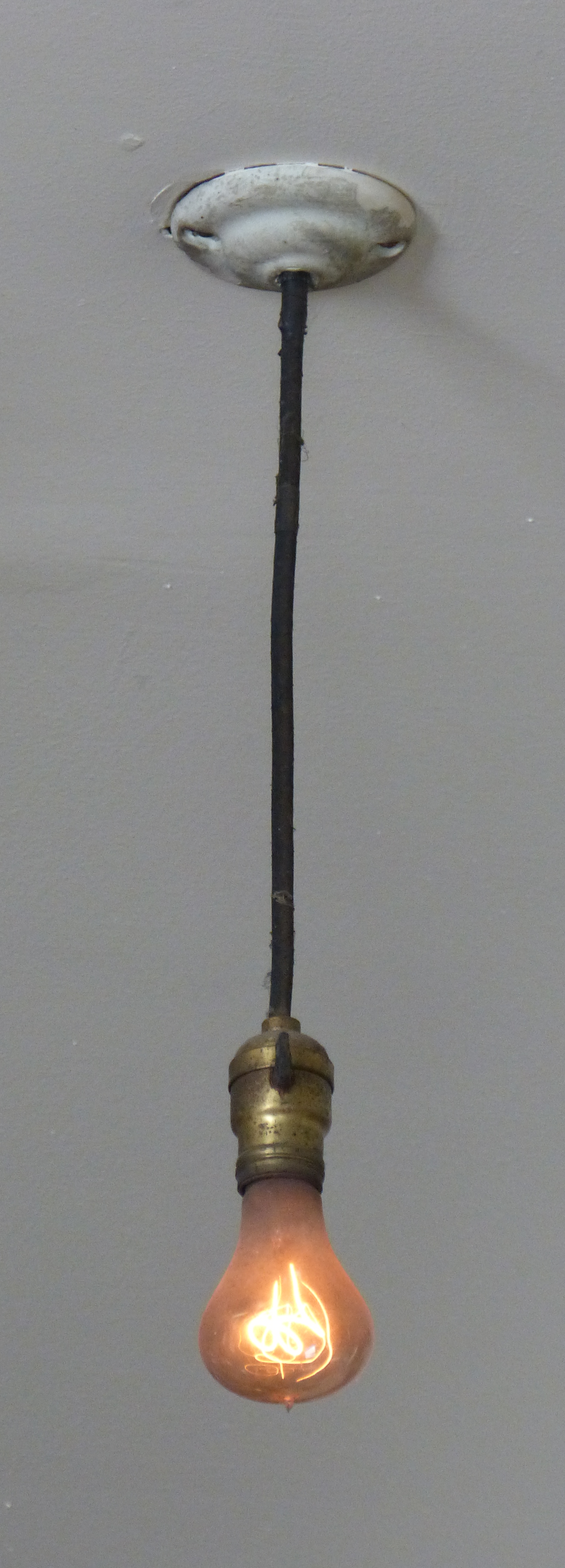
100年電球を使ったペンダントライト（リバモアの第6消防署）

1976年、消防局と電球はともに第6消防署へと移転した。電球を傷つけないように、電球をまわして外さずソケットについたコードを切断した。移転作業のあいだには22分間だけ電気の供給が途絶えた。特別製の箱に入れられ、消防車が最初から最後まで護送して移設が行われた。電球は、電気工事士の手によって新しい消防署の予備発電設備の機械室に設置された。リプリーズ・ビリーブ・オア・ノットによれば、多少作業が遅れても、それまで継続されてきた電球の点灯記録が台無しになることは考えにくいことではあった。この移転後から、100年電球のために無停電電源装置が用意され、継続的に点灯した状態が維持されている。停電はこれまでにも短い期間ではあるが発生していた（1937年には改装のため1週間電気が使えなかったほか、不規則的な停電もあった）。2001年には、この電球の製造100年祭が祝われ、地元ではバーベキューと音楽のイベントが催された。
2013年5月20日の午後、電球を映しているウェブカメラを通じて、電球が切れていると思しき状態が世界中に中継された。翌朝には電気工事士が状況確認のために呼ばれたが、延長コードをつかって電源装置をバイパスして電源をとれば点灯したことから、電球が切れたわけではなく、電源装置に不具合があったことがわかった。明かりが復旧するまでに、およそ7時間ほどかかった。再点灯から数時間は本来の輝きにきわめて近い明るさをみせたが、その後はまた鈍い光に戻っている。
この電球のために100年電球委員会が発足し、管理が行われることになった。委員会は、リバモア-プレザントン消防局とリバモア観光協会、ローレンス・リバモア国立研究所、サンディア国立研究所の協力のもと運営される。リバモア-プレザントン消防局は、この電球が残りの寿命を使い切るまでに施設を作り、そこで最期まで管理を行う計画を立てた。しかしそれが立ち消えになると、ほかにアイデアもなかったことから、リプリーズ・ビリーブ・オア・ノットが自前の博物館にスペースを提供するという提案をしている。なぜこの電球がここまで寿命が長いのかという疑問については、消費電力が少ない、ほぼ常に点灯している、電力が途切れないよう献身的に管理されている、などがその答えとして考えられる。

## 知名度
この電球は1972年のギネスブックに「最も長持ちするあかり」として登録された（それまではテキサス州フォートワースにある電球が最長とされていた）。その後16年間はギネスブックから漏れたことはなかったが、1988年から2006年版には掲載されていない。その後理由も明らかにされないまま2007年には記録が復活している。
2010年の仏西合作のドキュメンタリー「電球の陰謀」では、計画的陳腐化を扱うなかでこの100年電球に詳しく触れている。
この電球については世界中の新聞や雑誌で記事が書かれ、様々なテレビ番組でも取り上げられている。
消防署長によると数か月おきにこの電球に関するニュース記事が出ており、その時は訪問者も増えて世間の関心も高まるが、しばらくするとまた忘れられてしまうという。